# 玫瑰人生 (IZ*ONE歌曲)
〈玫瑰人生〉（韓語：라비앙로즈）是韓國女子團體IZ*ONE的首支單曲，於2018年10月29日由Off The Record娛樂發行，作為他們的首張迷你專輯《COLOR*IZ》的主打曲目。此歌曲由來自Cube娛樂的MosPick音樂製作團隊創作、作曲和製作。
日語版於2020年10月21日發行，收錄在首張日語專輯《Twelve》。

## 製作
這首是以A小調為主調，節奏為116 bpm的電子流行音樂作品。此歌曲由Cube娛樂旗下的MosPick音樂製作團隊創作和製作，該團隊因製作成功的作品如4minute的「Crazy」和泫雅的「Lip & Hip」而聞名。
歌曲以輕快的節奏開始，進而轉化為一種強而有力的節拍，使人不禁跟著跳舞。歌曲主旋律部分的旋律線條簡潔明快，易於口頭反復，讓人很容易上口。
歌詞描述了一個女孩在愛情中的幸福感受，以及她對自己的愛情和生活的看法。歌曲的高潮部分非常引人注目，展現了團體成員們的強大唱功和整體音樂表現力，是一首非常具有感染力的歌曲。
這首歌曲最初是為韓國流行女子組合CLC而創作的。CLC當初將這首歌列入了《Black Dress》之後的回歸計畫中，甚至已經完成了歌曲錄製。然而，隨著計畫調整，這首歌最終被轉交給IZ*ONE作為她們的出道主打曲，並於 2018 年隨迷你專輯《COLOR*IZ》正式發行。
這一決策引起了不少粉絲的關注，但CLC成員對此抱持著理解的態度。在許多媒體的訪問中，成員們表示，儘管得知歌曲將由IZ*ONE發行時感到驚訝，但她們認為這首歌已經找到了「更適合的主人」。她們強調，這種歌曲重新分配的情況在演藝圈並不罕見，並且能夠支持這首歌找到合適的舞台，她們也感到開心。

## 音樂錄影帶
在10月29日，這首歌連同其MV一同發行，透過包括YouTube、Melon和Naver TV等不同網站和音樂入口網站推出。由VM Project Architecture執導的MV以紅色為主題，由十二名成員穿著紅色的服裝演出。
MV發布後24小時內突破450萬，打破Stray Kids出道曲《Hellevator》的紀錄，4天內更是突破1000萬。

## 軼聞
Kep1er在KCON 2022 LA的演出中翻唱了這首歌，而成員崔有眞剛好是出身自CLC。

## 商業表現
歌曲在韓國主流排行榜中，包括 Bugs、Soribada 和 Mnet，都曾經拿下第一名的位置。這首歌還在兩個國家的 iTunes K-pop 單曲排行榜上排名第一，並在八個國家排名前十。
根據 Nielsen Music 的數據，在 2018 年11月1日結束的那一週，歌曲以 1,000 次下載的銷量，在《告示牌》World Digital Song Sales排行榜上首次登場並排名第6位，同時成為當週第三暢銷的 K-pop 歌曲。

## 榜單
| 榜單（2018年）                 | 最高 排名 |
| ------------------------------ | --------- |
| 日本 (Billboard Japan Hot 100) | 22        |
| 马来西亚 (馬來西亞唱片業協會)  | 19        |
| 新加坡 (新加坡唱片業協會)      | 9         |
| (Gaon單曲榜)                   | 14        |
| (K-pop Hot 100)                | 11        |
| 美国 (告示牌榜單)              | 6         |

## 獲獎與提名
| 發行商   | 獎項                                | 排名 | 來源   |
| -------- | ----------------------------------- | ---- | ------ |
| Paper    | 2018年Paper二十大K-POP歌曲          | 8    | [ 23 ] |
| BuzzFeed | 定義2018年K-POP的30首歌曲           | 19   | [ 24 ] |
| 告示牌   | 2010年代最佳百首K-POP歌曲           | 62   | [ 25 ] |
| 告示牌   | 2018年最佳20首K-POP歌曲：評論家精選 | 9    | [ 26 ] |

### 打榜節目
| 節目               | 日期           | 來源   |
| ------------------ | -------------- | ------ |
| M Countdown (Mnet) | 2018年11月8日  | [ 27 ] |
| THE SHOW (SBS M)   | 2018年11月13日 | [ 28 ] |
| THE SHOW (SBS M)   | 2018年11月20日 | [ 29 ] |